# Análise de sistemas
Análise de sistemas é a atividade que tem como finalidade a realização de estudos de processos a fim de encontrar o melhor caminho racional para que a informação possa ser processada. Um analista de sistemas pode trabalhar no projeto de criação de um novo sistema ou no serviço de manutenção de sistemas já prontos. Devido a alta quantidade de sistemas já existentes, a maior parte do trabalho se dá na manutenção dos sistemas, o que geralmente envolve também a manutenção de software. Também é comum que um analista de sistemas trabalhe na criação de um sistema e depois disso passe a trabalhar na manutenção do sistema criado. Os analistas de sistemas estudam os diversos sistemas existentes entre hardwares (equipamentos), softwares (programas) e o usuário final.
No caso dos sistemas de informações (sistemas que possuem como objetivo gerenciar informação), os seus comportamentos e aplicações são desenvolvidos a partir de soluções que serão padronizadas e transcritas da forma que o computador possa executar, pois geralmente a quantidade de informações é muito grande para gerenciar sem um computador, utilizando somente fichários e gaveteiros, por exemplo, como era feito antigamente. Desta forma, o software geralmente é um importante componente de um sistema de informações.
Os profissionais da área geram softwares (programas), que são executados em hardwares (equipamentos) operados por usuários (indivíduos), preparados e treinados em procedimentos operacionais padronizados, dotados de conhecimentos do software e hardware para seu trabalho. A partir de então a análise de sistemas é uma profissão cujas responsabilidades concentram-se na análise do sistema e na administração de sistemas computacionais. Cabe a este profissional parte da organização, implantação e manutenção de aplicativos e redes de computadores, ou seja, o analista de sistemas é o responsável pelo levantamento de informações sobre uma empresa a fim de utilizá-las no desenvolvimento de um sistema para a mesma ou para o levantamento de uma necessidade específica do cliente para desenvolver este programa específico com base nas informações colhidas.
O profissional geralmente possui conhecimento adquirido em faculdades de Sistemas de informação, Sistemas para Internet, Ciência da computação, Análise e Desenvolvimento de Sistemas, Engenharia de Computação, Engenharia de Software, Processamento de dados, Informática, Licenciatura em Computação ou outros cursos similares, mas a ausência de restrições para o exercício do cargo permite a profissionais capacitados de outras áreas ou mesmo que não possuem educação superior cumprirem este papel nas empresas.
Como é uma ênfase, o foco e o núcleo de trabalho está voltado para o processo de desenvolvimento de software, levando em conta a área tecnológica em que irá auxiliar. O analista de sistemas deve servir como um tradutor entre as necessidades do usuário e o programa a ser desenvolvido pelo programador. Para isto, deve ter conhecimento abrangente da área de negócio na qual o sistema será desenvolvido, a fim de que possa implementar corretamente as regras de negócio.

## Formação

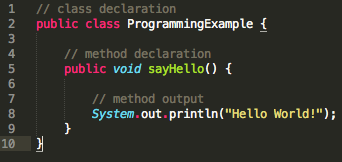
Exemplo de código fonte em Java, uma das linguagens de programação mais utilizadas.

O tecnólogo em análise e desenvolvimento de sistemas é um profissional de nível superior formado em um Curso Superior de Tecnologia. Essa modalidade de graduação visa formar profissionais para atender campos específicos do mercado de trabalho. Seu formato, portanto, é mais compacto, com duração média menor que a dos cursos de graduação tradicionais. Sendo um profissional de nível superior, os tecnólogos podem dar continuidade ao seus estudos cursando a pós-graduação Stricto sensu (Mestrado e Doutorado) e Lato sensu (Especialização). A designação atual da profissão foi estabelecida pelo Decreto 2208 de 17 de abril de 1997.
Análise de sistemas é a atividade que tem como finalidade realizar estudos de processos a fim de encontrar o melhor e mais racional caminho para que a informação possa ser processada. O analista de sistema estuda os diversos sistemas existentes entre hardwares (equipamento), softwares (programas) e o usuário final, seus comportamentos e aplicações, desenvolvendo a partir de então soluções que serão padronizadas e transcritas da forma que o computador possa executar.
No Brasil, o Conselho Regional de Administração (CRA) conforme regulamentação do Conselho Federal de Administração (CFA), no Brasil, emitem a carteira profissional dos Analistas de Sistemas que tenham concluído o curso universitário com ênfase em Análise de Sistemas.

## Histórico do curso
Visa formar um gerenciador de projetos de software, com forte tendência ao uso de softwares e linguagens multiplataforma. Como é o caso do JAVA e PYTHON.
A Informática ou Tecnologia da Informação é um componente indispensável nas organizações, na medida em que as soluções tecnológicas automatizam processos e são fonte de vantagens competitivas através da análise de cenários, apoio ao processo decisório e definição e implementação de novas estratégias organizacionais. Assim, cresce a preocupação com a coleta, armazenamento, processamento e transmissão da informação, justamente porque a disponibilidade da informação certa, no momento certo, para o tomador de decisão certo, é requisito fundamental para a melhoria contínua da qualidade e competitividade organizacionais, o que implica considerar a crescente relevância dos sistemas de informação baseados em computador.
Um sistema de informação pode ser definido tecnicamente como “um conjunto de componentes inter-relacionados que coleta (ou recupera), processa, armazena e distribui informações destinadas a apoiar a tomada de decisões, a coordenação e o controle de uma organização. Além de dar suporte ao processo decisório, à coordenação e ao controle, sistemas de informação podem também auxiliar gerentes e trabalhadores a analisar problemas, visualizar situações complexas, e criar novos produtos.” (LAUDON, 2004, p.7).
Os sistemas de informação estão difundidos por todas as estruturas organizacionais, tornando-se ferramenta essencial de qualquer atividade empresarial. Tal abrangência aumenta a procura por profissionais com conhecimento para desenvolver, implantar e gerenciar sistemas que atuem no suporte às atividades operacionais e forneçam informações para auxiliar decisões gerenciais e estratégicas para a organização.
Vislumbrando esse cenário, o Curso Superior de Tecnologia em Análise e Desenvolvimento de Sistemas apresenta-se como excelente alternativa de formação profissional, indo ao encontro de um mercado de trabalho em franca expansão e carente de profissionais com sólida formação técnica e acadêmica, tanto na iniciativa privada – nos setores industriais, comerciais e de prestação de serviços – quanto nos órgãos públicos.
O Tecnólogo em Análise e Desenvolvimento de Sistemas deve ser capaz de analisar, projetar, implementar, testar, implantar, avaliar, manter e gerenciar sistemas de informações para as organizações, com qualidade e em conformidade com as recomendações de usabilidade e segurança. O profissional estará apto, também, a iniciar seu próprio negócio de desenvolvimento e consultoria em sistema de informação, bem como continuar os estudos em cursos de pós-graduação (mestrado ou doutorado).

## Competências do Tecnólogo em Análise e Desenvolvimento de Sistemas
- Construir algoritmos com padrões de qualidade e implementá-los em linguagens de programação;
- Compreender os fundamentos da programação procedural e orientada a objetos;
- Utilizar a linguagem SQL (Structured Query Language) na construção e acesso a banco de dados de sistemas de informação;
- Compreender os fundamentos teóricos e práticos de sistemas operacionais que suportam os sistemas de informação;
- Compreender os modelos de estrutura organizacional, as funções empresariais e seus processos de negócios;
- Reconhecer a importância dos sistemas de informação para as organizações se estabelecerem de maneira competitiva;
- Reconhecer os benefícios e impactos das tecnologias de informação para a sociedade, com vistas a atuar de maneira ética e socialmente responsável.
- Compreender as características dos sistemas de informação operacionais, táticos e estratégicos no âmbito das organizações;
- Analisar, projetar, implementar e validar sistemas de informações para as organizações;
- Compreender os fundamentos do desenvolvimento orientado a objetos;
- Modelar sistemas de informação utilizando a UML (Unified Modeling Language);
- Projetar e implementar bancos de dados para sistemas de informação;
- Analisar, projetar e avaliar a usabilidade de sistemas de informação;
- Compreender os fundamentos da inteligência artificial e suas aplicações em sistemas de informação;
- Compreender os fundamentos teóricos e práticos de redes de computadores e de sistemas distribuídos;
- Planejar e especificar a infra-estrutura tecnológica capaz de suportar os sistemas de informações das organizações.
- Diagnosticar e mapear problemas e pontos de melhoria nas organizações, propondo alternativas de soluções baseadas em sistemas de informações;
- Auxiliar os profissionais das outras áreas a compreenderem como os sistemas de informação podem contribuir para as áreas de negócio;
- Planejar e gerenciar projetos de desenvolvimento de sistemas de informação em consonância com os objetivos estratégicos de negócio das organizações;
- Aplicar as recomendações de qualidade e de segurança em sistemas de informação;
- Compreender, representar e manipular dados utilizando XML (eXtensible Markup Language) como suporte à interoperabilidade de sistemas de informação;
- Liderar e participar de grupos de desenvolvimento de sistemas de informação;
- Identificar oportunidades de negócio, criar e gerenciar empreendimentos relacionados a sistemas de informação e tecnologia da informação.
- Capacidade de criar testes após desenvolver o sistema.